# Bekasie Wzgórze
Bekasie Wzgórze – wzgórze (wzniesienie) w paśmie Wzgórz Trzebnickich o wysokości bezwzględnej 212,0 m n.p.m.. Pod względem administracyjnym znajduje się ono w granicach miasta Oborniki Śląskie. Wzniesienie pokryte jest lasem mieszanym.

## Charakterystyka
Bekasie Wzgórze jest wzgórzem (wzniesieniem) położonym w paśmie Wzgórz Trzebnickich. Wysokość wysokość bezwzględna najwyższego wierzchołka wzniesienia wynosi 212,0 m n.p.m.. Masyw tego wzniesienia pokryty jest lasem mieszanym. Należy on do kompleksów lasów zwanych Lasami Obornickimi. Przy wschodnim podnóżu góry znajduje się cmentarz przy ulicy Siemianickiej. Po północno zachodniej stronie wzgórza za linią kolejową znajduje się Długie Wzgórze.

## Położenie
Jak wyżej wspomniano Bekasie Wzgórze jest jednym ze wzniesień Wzgórz Trzebnickich (mezoregion o indeksie 318.44 według regionalizacji fizycznogeograficznej opracowanej przez Jerzego Kondrackiego) należących do Wału Trzebnickiego (makroregion o indeksie 318.4). W ramach tych wzgórz wyróżnia się także mikroregion obejmujący Grzbiet Trzebnicki (indeks 318.444). Pod względem podziału administracyjnego jest ono położone w Gminie Oborniki Śląskie, powiecie Trzebnickim, województwie Dolnośląskim (zobacz: podział administracyjny województwa dolnośląskiego), w północno-zachodniej części obszaru miasta Oborniki Śląskie, na terenie pomiędzy ulicą Władysława Sikorskiego, ulicą Siemianicką, miejscowością Siemianice oraz linią kolejową nr 271 biegnącej od stacji Wrocław Główny do stacji Poznań Główny.

## Nazwa
Nazwa własna – Bekasie Wzgórze – jest nazwą niestandaryzowaną, gdyż została ustalona i ujęta w państwowym rejestrze nazw geograficznych na podstawie wywiadu terenowego. Odnosi się do ukształtowania terenu określonego jako wzgórze, wzniesienie. W rejestrze tym przypisano jej identyfikator: PRNG – 235581, identyfikator IIP – PL.PZGiK.320.NGRP.235581. Podaje on następujące współrzędne geograficzne punktu głównego przełęczy: szerokość geograficzna – 51°18'43" N, długość geograficzna – 16°54'23" E. Nazwa ta została ujęta w rejestrze 6.02.2015 r..